# Sesshū
Sesshū Tōyō (雪舟 等楊), né en 1420 - mort le 26 août 1506, dit Sesshū , élève de Shūbun au Shōkoku-ji à Kyōto, est un moine peintre bouddhiste japonais qui pratiquait le suiboku (lavis à l'encre de Chine).

## Œuvre
La plupart de son œuvre a été réalisée après un séjour d'environ deux ans en Chine (1467). De ce séjour, il rapporte de précieux documents et des textes théoriques sur l'art de peindre. Il peint lui-même des œuvres dans le style chinois des peintres Song (tels que Liang Kai, Li Tang, Xia Gui ou Mu Qi). Pour signifier la filiation des œuvres, il appose la signature de ces maîtres à côté de la sienne. Toutefois, Sesshu cherche moins à reproduire qu'à comprendre et maîtriser chacun des styles qui l'influencent.

## Style
Grand maître du lavis monochrome, son trait est encore plus vigoureux que celui de son maître, Shūbun. Son style heurté évite la courbe, utilise un trait noir et épais traçant des lignes brisées qui se combinent pour former des compositions d'esprit zen où le dynamisme du geste est mis au service d'une composition structurée. Une certaine tension entre les lignes horizontales et verticales cherche moins à traduire l'apaisement qu'une énergie forte et maîtrisée. Parfois, il n'hésite pas à éclabousser la feuille de papier de taches d'encre qu'il reprend et précise ensuite au pinceau, donnant à certains de ses paysages l'aspect d'une ébauche et le caractère de l'improvisation.
Paysages des quatre saisons, vers 1486, rouleau portatif de 15 mètres de long, est un chef-d'œuvre de la peinture japonaise. Bien que basé à la fois sur le thème et le style des modèles chinois (à la manière de Xia Gui - les bâtiments et les personnages sont de style chinois), il est néanmoins de caractère clairement japonais. Il a des lignes plus épaisses, des contrastes plus nets et un effet d'espace plus plat que celui que l'on rencontre dans la peinture Song.
Il influença de nombreux artistes dont Hasegawa Tōhaku.

## Œuvres (sélection)

Paysage des quatre saisons. Encre sur papier washi, v. 1486, rouleau portatif, H. 40 cm env, L. 15 m env. Mori Museum, Hofu, Yamaguchi

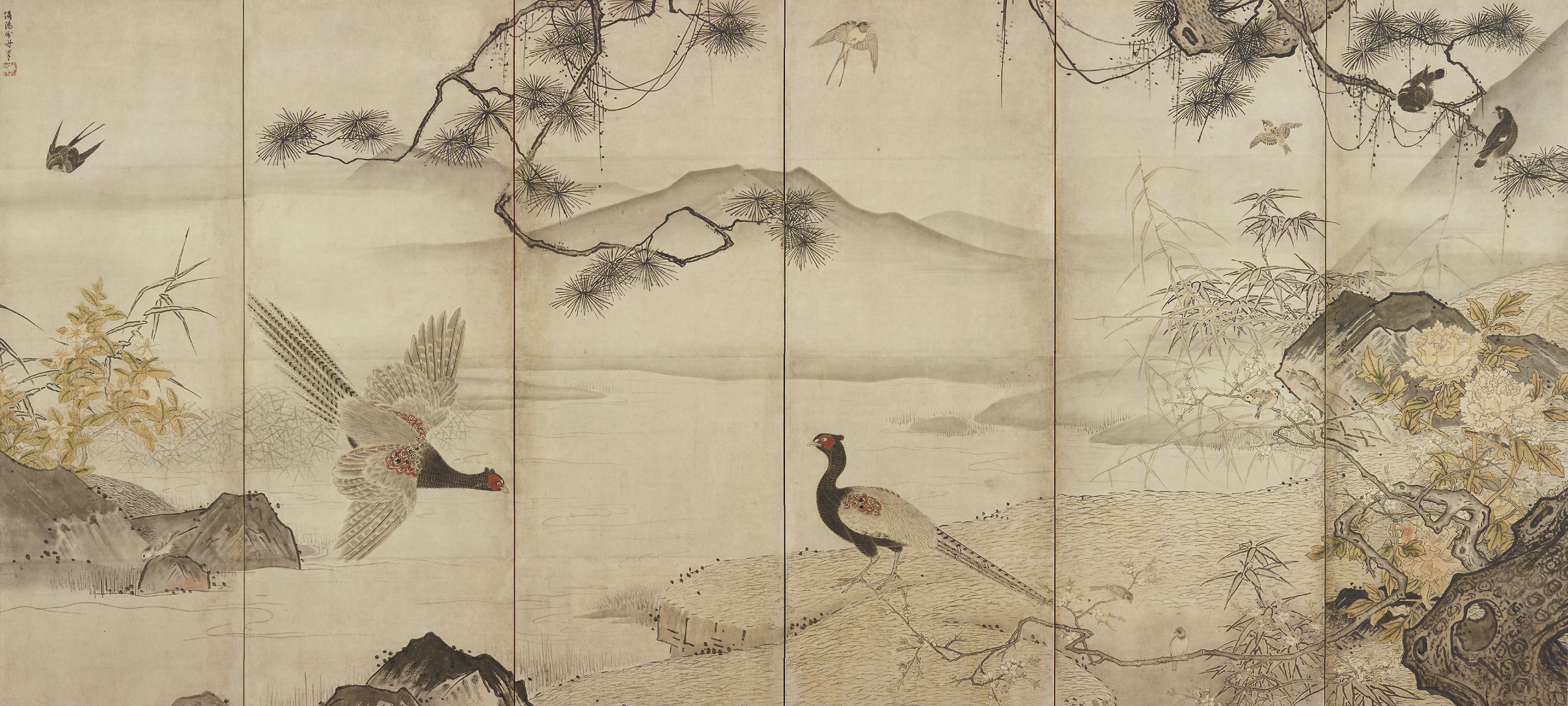
Fleurs et oiseaux des 4 saisons : l'Automne. Encre et couleurs sur papier, 178.3 x 375.7 cm. Freer-Sackler
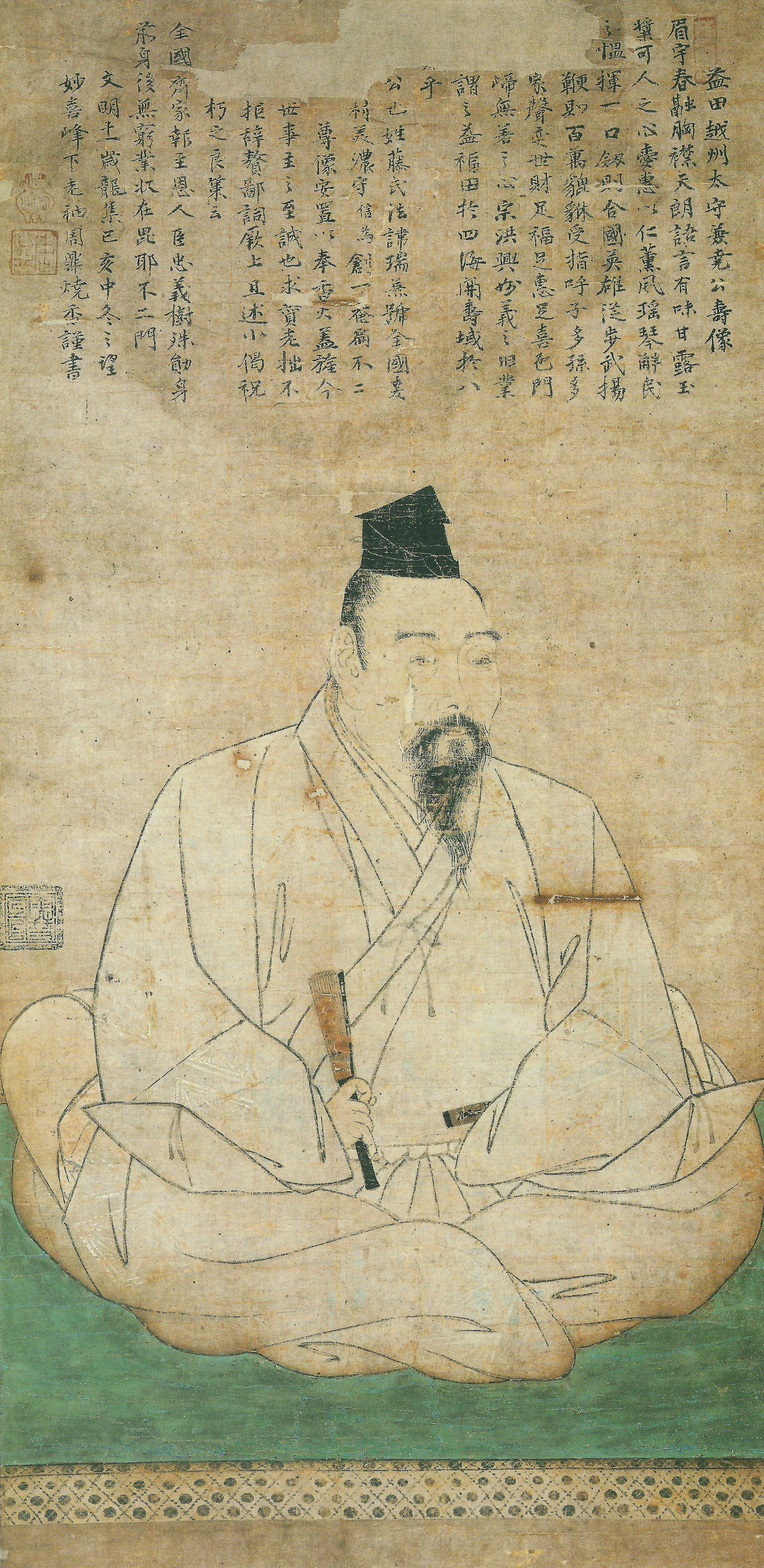
Portrait de Masuda Kanetaka, 1479. Sesshu Memorial Museum, Masuda.
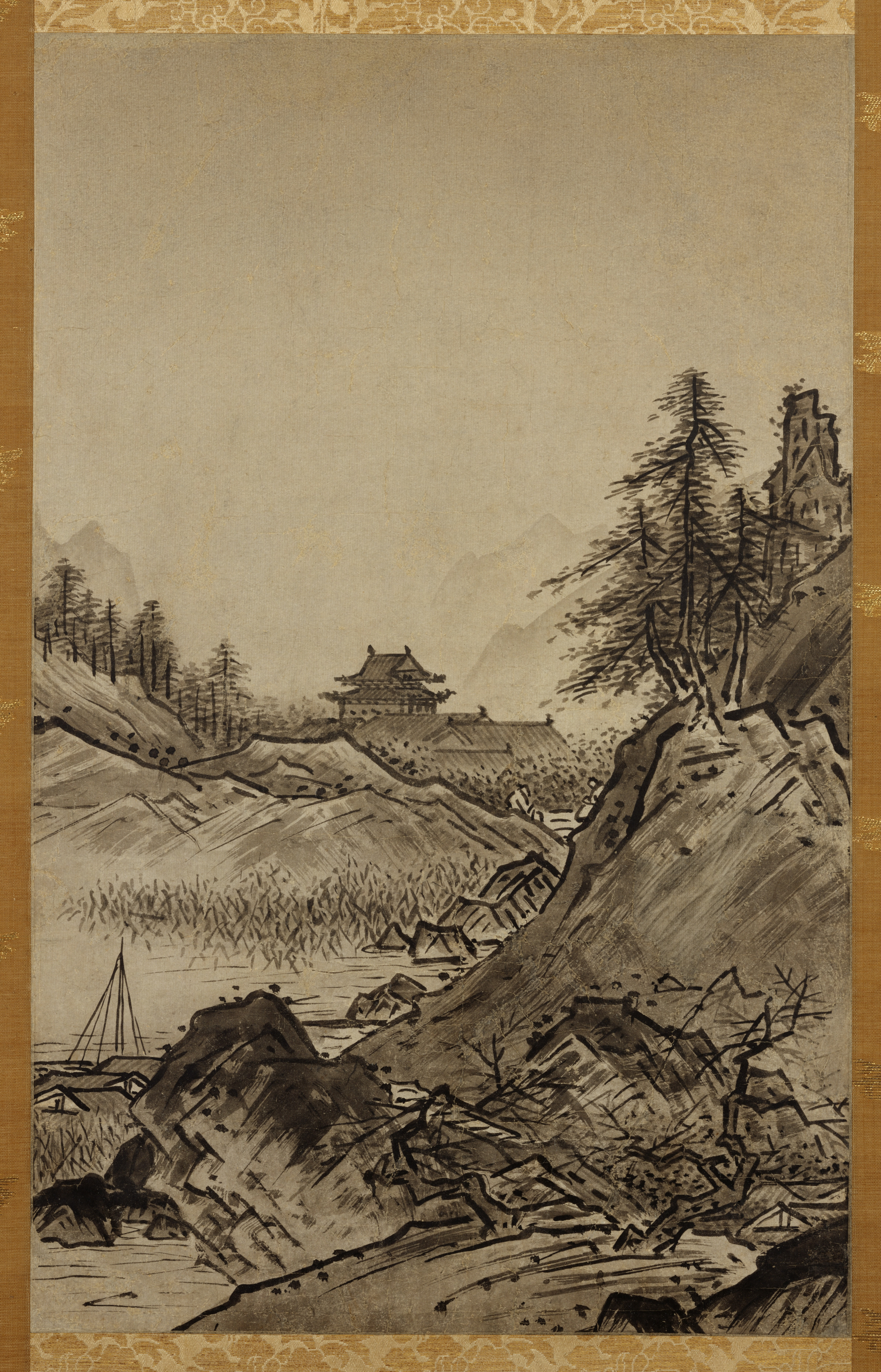
Paysage d'automne. Kakemono, encre sur papier, 46 x 29 cm. fin XVe. Musée national de Tokyo.
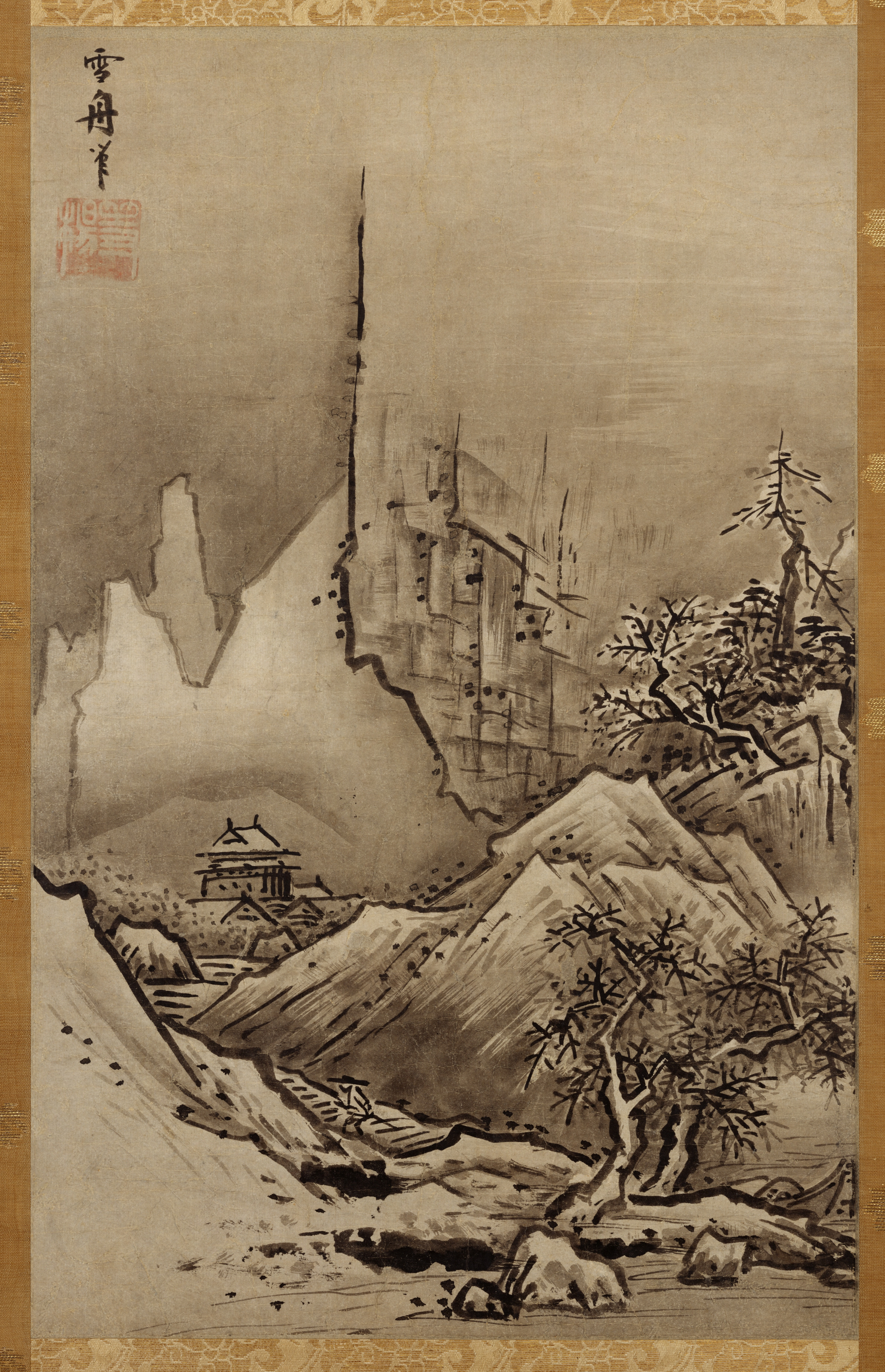
Paysage d'hiver. Kakemono, encre sur papier, 46 x 29 cm. fin XVe. Musée national de Tokyo.
Huike offre son bras à Bodhidharma, 1496. Encre et couleur sur papier, 182,7 x 113,6 cm. Sainen-ji, Aichi.
Vue d'Ama no Hashidate, 1501, Encre sur papier, 89,5 x 169,5 cm. Musée national de Kyoto.

### Paysages
- Paysage des Quatre Saisons, quatre rouleaux de paysage (avant 1469; musée national de Tokyo)
- Paysages d'automne et d'hiver, deux rouleaux suspendus (c. 1470-90; musée national de Tokyo)
- Court rouleau de paysages (c. 1474-90; musée national de Kyoto)
- Long rouleau de paysages (Sansui Chokan) (c. 1486; collection Mori, Yamaguchi)
- Haboku-Sansui, rouleau avec technique d'« encre éclaboussée » (1495; musée national de Tokyo)
- Vue d'Ama-no-Hashidate (c. 1502-05; musée national de Kyoto)

### Autres
- Portrait de Masuda Kanetaka (1479; collection Masuda, Tokyo)
- Huike offre son bras à Bodhidharma (Daruma and Hui K’o) (1496; temple Sainen-ji, préfecture d'Aichi)
- Fleurs et Oiseaux, paire de paravents sextuples (non daté; collection Kosaka, Tokyo)